# تكتل أحزاب اللقاء المشترك
تكتل أحزاب اللقاء المشترك هو تكتل لأحزاب المعارضة الرئيسة في اليمن، وقد تم تأسيسه في 6 فبراير/شباط 2003 م. أيدت أحزاب اللقاء المشترك في الانتخابات الرئاسية اليمنية 2006 مرشحاً مشتركاً معارضاً للرئيس صالح، حاشداً 22% من الأصوات المثيرة للدهشة لفيصل بن شملان. لعبت أحزاب اللقاء المشترك أثناء الربيع العربي عام 2011 دوراً هاماً في عملية الانتقال المحتمل للسلطة من صالح إلى النظام الجديد.

## الأحزاب المشكّلة له
يضم هذا التكتل كلا من:
1. حزب التجمع اليمني للإصلاح.
2. الحزب الاشتراكي اليمني.
3. حزب الحق.
4. التنظيم الوحدوي الشعبي الناصري.
5. حزب البعث العربي الاشتراكي القومي.
6. التنظيم السبتمبري الديمقراطي.
7. اتحاد القوي الشعبية اليمنية.

يشكل اللقاء المشترك تطويراً لتكتل أحزاب المعارضة اليمنية، فهو ليس سوى انضمام حزب التجمع اليمني للإصلاح والتنظيم السبتمبري الديمقراطي إلى ما كان يعرف بـ «مجلس التنسيق الأعلى للمعارضة» المؤسس عام 1999 م والذي كان يضم الحزب الاشتراكي اليمني والتنظيم الوحدوي الشعبي الناصري وحزب البعث العربي الاشتراكي القومي وحزب الحق واتحاد القوي الشعبية اليمنية.

## أهداف اللقاء المشترك
يهدف تكتل اللقاء المشترك إلى التنسيق في ما بين مكوناته في الانتخابات البرلمانية، والعمل المشترك لضمان وصول جميع الأحزاب الستة الموقعة على الاتفاق للمشاركة في المجلس النيابي.
 التجمع اليمني للإصلاح.
الحزب الاشتراكي اليمني.
حزب الحق.
التنظيم الوحدوي الشعبي الناصري.
حزب البعث العربي الاشتراكي فطر اليمن.
اتحاد القوي الشعبية اليمنية.

## بنود الاتفاق
اشتمل الاتفاق الذي أطلق عليه «اتفاق المبادئ» لأحزاب «اللقاء المشترك» على سبعة بنود تؤكد ما يلي:
1. أولوية التنسيق بين أحزاب اللقاء المشترك الموقعة على الاتفاق والعمل على ضمان وصولها إلى التمثيل في البرلمان المقبل.
2. الالتزام بوجوب المحافظة على الوضع الحالي بالنسبة للدوائر الانتخابية للأحزاب الموقعة على الاتفاق في مجلس النواب الحالي، واعتبارها كحد أدنى مع مراعاة وضع الحزب الاشتراكي اليمني غير الممثل في البرلمان الحالي نتيجة مقاطعته للانتخابات النيابية عام 1997 م.
3. العمل الدؤوب على ضمان زيادة عدد مقاعد هذه الأحزاب في البرلمان المقبل.
4. عدم جواز التنافس بين أحزاب «اللقاء المشترك» في الدوائر الانتخابية الواحدة بطريقة مباشرة أو غير مباشرة إذا كانت النتيجة ستخدم فوز مرشح حزب آخر من خارج «تكتل اللقاء المشترك».
5. عدم جواز التنسيق مع أي طرف آخر على حساب أي حزب من أحزاب تكتل «اللقاء المشترك» أو دون علمه.
6. لا تعتبر الدائرة الانتخابية -التي يترشح فيها أي من القيادات العليا لأحزاب «اللقاء المشترك» بما لا يخل بمستوى التمثيل الحالي للأحزاب في البرلمان- دائرة تنافسية، ويجب التنسيق فيها بين كافة أحزاب التكتل لصالح دعم العضو القيادي المرشح شريطة أن يكون لديه فرصة حقيقية للنجاح متوافق عليه.
7. يتوجب على المتنافسين في الدوائر التي يتنافس فيها أي من أحزاب التكتل الالتزام بمبادئ وأخلاقيات التنافس الديمقراطي الشريف وتجنب كل ما من شأنه الإضرار بتكتل اللقاء المشترك".

## حصيلة التنسيق
تمكن اللقاء المشترك من إحراز بعض المكاسب السياسية ومن ذلك:
1. الوقوف ككتلة أثناء مناقشة قانون الانتخابات مما دفع بالحكومة إلى النزول إلى رأي «اللقاء المشترك» في عدد من النقاط.
2. التنسيق في انتخابات اتحاد الطلبة مما مكن اللقاء المشترك من الفوز فيها.
3. توقيع وثيقة تاريخية مع الحزب الحاكم (حزب المؤتمر الشعبي العام) تتعهد الأحزاب فيها بضمان استقلالية المجتمع المدني المهني ورفض تجيير أي مؤسسة منها لخدمة أي طرف غير الشريحة التي أنشئت النقابة أو الجمعية أو المنظمة أو الاتحاد لخدمتها.

## اغتيال جار الله
شكل اغتيال الرجل الثاني في الحزب الاشتراكي اليمني جار الله عمر يوم 28 ديسمبر/ كانون الأول عام 2002 م تحدياً كبيراً لأحزاب اللقاء المشترك حيث تم اتهام حزب التجمع اليمني للإصلاح «رسميا» باغتياله. وقد استطاعت أحزاب «اللقاء المشترك» -خاصة قطبيه الأساسيين الاشتراكي والإصلاح- أن يجتازوا أزمة اغتيال جار الله عمر بإبعاد شبهة تورط حزب الإصلاح في تلك العملية وبالبقاء صفاً واحداً.

## العلاقة بالحزب الحاكم
يبدو جليا أن تكتل اللقاء المشترك يسعى إلى الوقوف أمام نفوذ حزب المؤتمر الشعبي العام الحاكم. فالبيانات السياسية التي تصدر عن التكتل ومضامين صحافته تؤكد تخوفه من قيام الحزب الحاكم بحشد الجيش والأمن والإعلام والمال العام والوظيفة في جميع الاستحقاقات، ومن أن يحاول تفتيت أحزاب اللقاء المشترك والتلويح لبعضها بالمغارم والمغانم.

## موقفة من ثورة الشباب اليمنية
في يوم الأحد 20 فبراير 2011 دعت أحزاب اللقاء المشترك المعارضة في اليمن كافة المكونات الحزبية والمجتمعية للنزول إلى الشارع، ومساندة المحتجين المطالبين برحيل الرئيس علي عبد الله صالح عن الحكم، وكان الشبان المتظاهرون يدعون أحزاب اللقاء المشترك للنزول إلى الشارع وتبني مطالبهم بعيدا عن دعوات الحوار التي يتقدم بها الرئيس اليمني.
يذكر ان انضمام احزاب اللقاء المشترك جاء بعد يوم واحد من سقوط أول شهيد في الثورة برصاص قوات الأمن الموالية للرئيس السابق علي عبد الله صالح